# 美しき誘惑-現代の「画皮」-
『美しき誘惑―現代の「画皮」―』（うつくしきゆうわく げんだいのがひ、英：Beautiful Lure: A Modern Tale of Painted Skin）は、幸福の科学出版製作による2021年5月14日公開の実写日本映画。監督は赤羽博。

## 概要
幸福の科学の劇場映画としては第21作目。
- 2020年11月17日、2021年5月14日の本映画の公開日決定と映画概要が公表された。本作の狙い『現代社会では男性も女性も、人を判断するモノサシが「外見」に偏っていることを指摘し、「皮一枚」の表層に惑わされ、本当の美しさや本当の価値・心の価値を見失ってる。』との意見も公表された[2]。
- 同年12月8日、本映画のキー・ビジュアルや主要出演キャストなどがマスコミリリースされた[3]。
- 2021年4月23日、ヒューストン国際映画祭にて、3個の賞を受賞した[4]。合計10カ国59冠（映画公開時点での数）になる。

長編ドラマ作品部門スペシャル・ジュリー・アワード（Special Jury Award）
アジア最優秀女優部門ゴールド賞（Gold Award）
『ロシアン・アメリカン・ビジネス』誌 最優秀外国語映画賞

### 公開
- 2021年5月14日、公開。日本国内では232館で公開された。
- 公開初日の舞台挨拶は、東京新宿の「シネマート新宿」で行われた[5]。W主演の長谷川奈央と市原綾真をはじめ、芦川よしみ、千眼美子、永島敏行、赤羽博監督6人が登壇し、映画に関するエピソードのトークが行われた[6][7]。
- 同年5月17日、興行通信社調査による5月15日16日の2日間の週末観客動員数ランキングで第1位を獲得した[8][9][10]。

その2日間で興行収入（興収）1億4000万円、動員11万3000人を記録した。
公開初日を含む3日間(5月14日～5月16日)では、動員数15万1千939名、興行収入は1億8939万4,060円を記録。
- 同年5月24日、同調査による5月22日23日の2日間の週末観客動員数ランキングで第2位を獲得した[11][12][13]。
- 同年5月31日、同調査による5月29日30日の2日間の週末観客動員数ランキングで第5位を獲得した[14][15]。
- 同年6月7日、同調査による6月5日6日の2日間の週末観客動員数ランキングで第5位を獲得した[16][17]。

## あらすじ
東京にある大手銀行「天の川銀行」の副頭取の秘書として働く山本舞子には、裏の顔があった。 夜は、銀座の高級クラブ「Club Ｚ」でホステスとして働き、自分の美しさにふさわしい男性を品定めするのだった。 ある晩、ついに彼女が本当に待ち望んでいた人物がやってきた。元総理大臣の塩村歩に連れられてきた息子の塩村太郎がいた。太郎は、将来の総理大臣の有力候補と噂されていた。舞子の様々な策略で、太郎は舞子に惹かれるようになっていった。 すべては彼女の思惑通りに事が運び、結婚の準備が着実にすすめられていく。 しかしそんな中、太郎の人生の師である教祖・橘勝子から、舞子が「九尾の狐」に取り憑かれた妖魔であると告げられる。自分の美しさによって、国を滅ぼしてこそ満足をえられる舞子。 それでも「彼女にも良心がある」と信じたい太郎の葛藤は膨らんでいく。 結婚式当日、太郎は舞子の本性を明らかにし戦うことになった

## 登場人物・キャスト
山本 舞子
演 - 長谷川奈央
昼間は、天の川銀行副頭取の武井剛の美人秘書を務めているが、夜は銀座の高級クラブ「clubZ」のホステスという裏の顔を持つ美女。自分の美しさにふさわしい男性を品定めしている。
塩村 太郎
演 - 市原綾真
将来の総理大臣の有力候補と言われる政治家志望の青年。父親は元内閣総理大臣の塩村歩。父の議員秘書をしていたが、その選挙地盤を受け継ぎ次回の総選挙に立候補を予定している。
海空
演 - 市原綾真
太郎の過去世にして「未来の科学」の本尊。モデルになった人物は空海。
橘 勝子
演 - 芦川よしみ
徳島県に本部・総本山がある宗教団体「未来の科学」の教祖。太郎が人生の師と仰ぐ。太郎から舞子との関係を告げられると、舞子の霊的な素性や本心を見抜こうとする。
松田 佳代
演 - 千眼美子
太郎の幼なじみ。高校まで同じ学校に通っていた。卒業後は、地元の製紙会社「徳島製紙」に勤めている。
塩村 歩
演 - 永島敏行
塩村太郎の父。元内閣総理大臣。徳島県第一区の選挙区を地盤に当選を続けていたが、今期限りで引退を考えている。その後継として息子の塩村太郎を次回の選挙に立候補させる予定にしている。
塩村 智子
演 - 杉本彩
塩村太郎の母。地元で夫の議員活動を支えている。
松山一雄
演 - デビット伊東
舞子の夜の勤め先の銀座のクラブ「クラブZ」の常連客。有名アーティストを抱えるレコード会社会長で、羽振りが良い。舞子にプレゼント渡したりして気を引こうとしている。
三宮 美奈子
演 - 矢部美穂
舞子が働く銀座のクラブ「クラブZ」のママ。
中島 和良
演 - 中西良太
ヒノワ自動車社長。天の川銀行の顧客であり、昼間の舞子の顔を覚えていたが、ある夜に銀座のクラブ「クラブZ」に訪れる。
浅野 翔平
演 - 青木涼
天の川銀行の若手社員。行内で出世有望株として女性行員の人気を集めているが、舞子の行動を追っている。
長田社長
演 - 篠塚勝
お菓子製造会社「赤坂製菓」の社長で、 天の川銀行の顧客。息子の長田裕也の見合い相手を探している。
長田 裕也
演 - 宇治清高
赤坂製菓会社の社員で、社長御曹司。武井副頭取を通じて舞子との縁談を求めたが、断られてしまう。
西川専務
演 - 小宮孝泰
舞子が働く銀座のクラブ「クラブZ」の常連客。舞子が人相占いができると知って、部下2人を連れてクラブZを訪れる。
浜口 巧
演 - 伊良子未來
IT企業の社長。独身だが彼女がいる。神社参拝の途中で、舞子とすれ違うのだが、舞子の策略で生気を吸い取られてしまう。
浜口の彼女
演 - 西下和音

和田 会長
演 - 鈴木正幸
接待を受けるので、銀座のクラブ「クラブZ」を訪れる。
沼崎
演 - 深沢敦

小島
演 - 松岡蓮
塩村歩の議員秘書。
マスコミのレポーター
演 - 希島凛
塩村太郎が国会議員に当選後に、舞子との関係がマスコミに漏れて、塩村邸に押し掛ける。

## 用語

### 妖魔

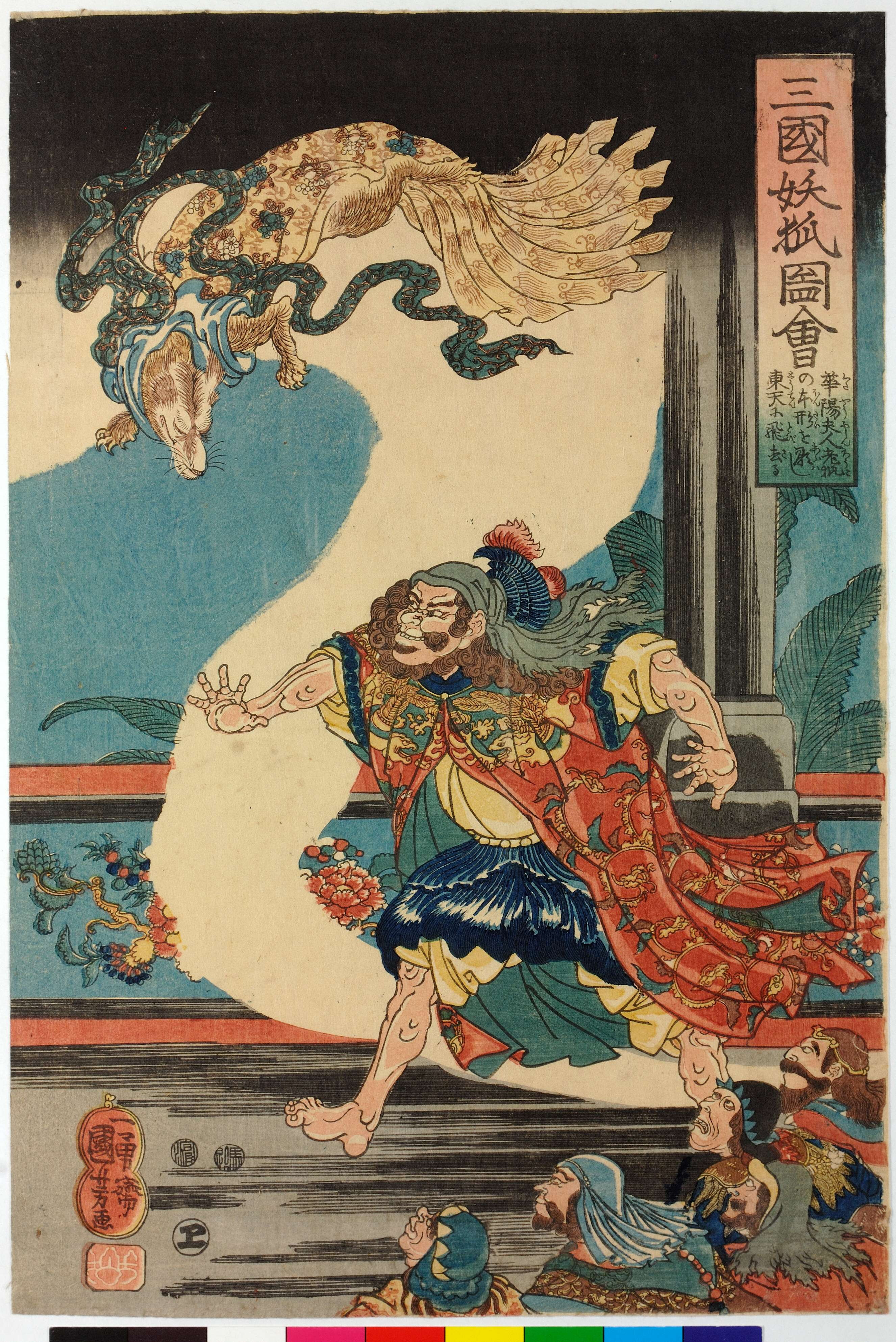
『三国妖狐図会』の九尾の狐 - 上の画像とは異なり、本編に出てくる九尾の狐は、全身が白く赤い隈取や一個のひし形の模様が付いている他、赤黒いオーラを漂わせている。

自己中心的な生き方に全身全霊をかけている存在だが、悪魔と違って、積極的に悪を犯しているわけではないものの、ただ幸せになりたいだけで、自分が悪を犯している自覚がないから反省に入れないという特徴がある。
- 画皮（中国語版） - 中国の唐の時代には楊貴妃として現れ、その後日本の平安時代には藤原薬子として現れ、最高の地位を手に入れるため、表面にまとった美貌で為政者を誘惑したと言われる。今の時代においても、他人から愛や称賛を得るため、内面の醜さを隠し、うわべをとり繕う「画皮性」は、現代社会の誰にでもある。最強の「画皮」に取り憑かれた山本舞子は、巧みな仕草や言葉で、出会う男性を虜にする[20]。
- 九尾の狐 - 中国の唐の時代において、皇帝玄宗が絶世の美貌を誇る楊貴妃に溺れてしまい、国を衰退させてしまう元凶にして、その楊貴妃に取り憑いた、最高クラスの妖魔狐。その後平安時代にて日本に渡ったことが玉藻の前伝説で知られている[21]。

### 場所・施設
- 天狗稲荷神社 - 九尾の狐を祀っている神社。御祭神は九尾狐神である。
- 未来の科学 - 徳島県の高越山に総本山・宗教施設がある宗教団体。

## スタッフ
- 制作総指揮・原作：大川隆法
- 監督：赤羽博
- 脚本：大川咲也加
- 音楽：水澤有一 (Miz Music Inc.)
- 総合プロデューサー：竹内久顕、佐藤直史 (IRH Press Co., Ltd.)
- プロデューサー：三浦郁子、樅山英俊、打樋洋一(HS Productions,LLC)
- アソシエイトプロデューサー：山本章
- ラインプロデューサー：田中誠一
- 撮影：木村弘一(J.S.C.)
- 照明：椎野茂
- 美術：北谷岳之
- 装飾：前田亮、山本信毅
- 録音：佐藤公章
- 編集：新井孝夫
- VFXスーパーバイザー：立石勝、平興史
- スタイリスト：MICHIKO
- ヘアメイク：小野かおり
- 整音：石貝洋
- 選曲：石井和之
- 音響効果：佐々木淳一
- スプリクター：今井文子
- 特殊メイク：百武朋
- 製作：幸福の科学出版
- 製作協力：ARI Production、ニュースター・プロダクション
- 制作プロダクション：ジャンゴフィルム
- 配給：日活
- 配給協力：東京テアトル

## ロケ地・撮影場所
- 銀座のクラブ「clubZ」の撮影用セットは、東京都調布市染地にある日活調布撮影所に設置して撮影が行われた。

## 受賞・評価
世界 11カ国 66冠。
- ヒューストン国際映画祭2021 長編ドラマ作品部門 スペシャル・ジュリー・アワード
- ヒューストン国際映画祭2021 アジア最優秀女優部門 ゴールド賞
- ヒューストン国際映画祭2021 ロシアン・アメリカン・ビジネス誌 最優秀外国語映画賞
- ヒューストン国際映画祭2021 撮影部門 ゴールド賞
- ニース国際映画祭2021 長編外国語映画部門 最優秀編集賞
- イスタンブール映画賞2021 2月度 長編作品部門 最優秀作品賞
- イスタンブール映画賞2021 2月度 長編作品部門 最優秀ドラマ賞
- イスタンブール映画賞2021 2月度 長編作品部門 最優秀監督賞
- シルクロード映画祭2021 2月度 最優秀長編物語賞
- スウェーデン映画賞2021 2月度 最優秀ドラマ賞
- スウェーデン映画賞2021 2月度 最優秀長編映画主演女優賞
- ルーレオ国際映画祭2021 2月度 長編作品部門 最優秀作品賞
- ルーレオ国際映画祭2021 2月度 長編作品部門 最優秀監督賞
- ミラノ・ゴールド映画賞2021 2月度 最優秀原作賞 金賞
- ミラノ・ゴールド映画賞2021 2月度 長編映画部門 銀賞
- ミラノ・ゴールド映画賞2021 2月度 劇中歌部門 銀賞
- インド世界映画祭2021 最優秀主演女優賞
- ストックホルムシティ映画祭2021 2月度 長編作品部門 最優秀作品賞
- ベガス映画賞2021 3月度 長編物語部門 功労賞
- ベガス映画賞2021 3月度 長編監督部門 功労賞
- ロンドン国際映画祭2021 審査員特別賞
- ゴールデン・アース映画賞2021 3月度 最優秀脚本家賞
- ラジャスタン国際映画祭2021 最優秀ミュージカル外国語長編作品賞
- ロンドン・インディペンデント映画賞2021 2月度 最優秀長編外国語作品賞
- グレイト・メッセージ国際映画祭2021 最優秀作家賞
- ビヨンド・アース国際映画祭 シーズン7 最優秀長編外国語作品賞
- ロサンゼルス映画賞2021 3月度 長編物語部門名誉賞
- アメリカン・ゴールデン・ピクチャー国際映画祭2021 3月度 長編物語部門 名誉賞
- アメリカン・ゴールデン・ピクチャー国際映画祭2021 3月度 主演女優部門 名誉賞
- アメリカン・ゴールデン・ピクチャー国際映画祭2021 3月度 主演男優部門 名誉賞
- アメリカン・ゴールデン・ピクチャー国際映画祭2021 3月度 最優秀予告編賞
- オニロス映画賞2021 3月度 最優秀監督賞
- オニロス映画賞2021 3月度 最優秀女優賞
- オニロス映画賞2021 3月度 最優秀原作賞
- フェスティジャス映画祭2021 3月度 最優秀長編物語賞
- フローレンス映画賞2021 3月度 最優秀長編作品賞
- フローレンス映画賞2021 3月度 撮影部門 名誉賞
- ニューヨーク映画賞2021 3月度 最優秀長編作品賞
- ニューヨーク映画賞2021 3月度 最優秀オリジナル脚本賞
- ニューヨーク映画賞2021 3月度 最優秀女優賞
- ニューヨーク映画賞2021 3月度 最優秀男優賞
- ニューヨーク映画賞2021 3月度 最優秀編集賞
- ニューヨーク映画賞2021 3月度 オリジナルソング部門 名誉賞
- ニューヨーク映画賞2021 3月度 プロダクションデザイン部門 名誉賞
- ハリウッド・ゴールド賞2021 3月度 長編作品部門 金賞
- ハリウッド・ゴールド賞2021 3月度 長編監督部門 金賞
- ハリウッド・ゴールド賞2021 3月度 女優部門 金賞
- ハリウッド・ゴールド賞2021 3月度 男優部門 金賞
- ハリウッド・ゴールド賞2021 3月度 オリジナル脚本部門 金賞
- ハリウッド・ゴールド賞2021 3月度 オリジナルソング部門 銀賞
- コルカタ国際カルト映画祭2021 女優部門 審査員特別賞
- コルカタ国際カルト映画祭2021 長編物語部門 特別功績賞
- ドゥルック国際映画祭2021 最優秀女優賞
- ドゥルック国際映画祭2021 長編物語部門 特別功績賞
- ワールド・シネマ・カーニバル2021 女優部門 特別功績賞
- サウス映画芸術祭2021 長編部門 最優秀ドラマ賞
- サウス映画芸術祭2021 長編部門 最優秀監督賞
- サウス映画芸術祭2021 長編部門 最優秀脚本賞
- サウス映画芸術祭2021 長編部門 最優秀主演女優賞
- サウス映画芸術祭2021 長編部門 最優秀編集賞
- サウス映画芸術祭2021 長編部門 特別賞
- ディスカバリー・フィルム＆ストーリー国際映画祭2021 最優秀長編作品賞
- ワールド・フィルム・カーニバル2021 3月度 長編物語部門 特別功績賞
- ワールド・フィルム・カーニバル2021 3月度 撮影部門 特別功績賞
- ワールド・フィルム・カーニバル2021 3月度 監督部門 特別功績賞
- ワールド・フィルム・カーニバル2021 3月度 プロデューサー部門 特別功績賞

## 主題歌・挿入歌など
- 主題歌『美しき誘惑』

作詞・作曲 - 大川隆法
編曲 - 大川咲也加、水澤有一
歌唱 - 竹内久顕
受賞 - 7カ国28冠
楽曲の受賞
アートマン映画祭2020 最優秀オリジナルソング賞
ニューヨーク国際映画賞2020 10月度 音楽部門 審査員特別賞
ニューヨーク映画賞2021 1月度 オリジナルソング部門 名誉賞
ニュー・ウェーブ短編映画祭2021 1月度 最優秀楽曲賞
ハリウッド・ゴールド映画賞2021 1月度 オリジナルソング部門 銀賞
ミラノ・ゴールド映画賞2021 1月度 オリジナルソング部門 銀賞
オニロス映画賞2021 1月度 最優秀楽曲賞
ローマ国際映画賞2021 1月度 最優秀作曲賞
イマジン・レイン・インディペンデント映画賞2021 1月度 作曲部門 審査員特別賞
ベガス映画賞 3月度 サウンドデザイン部門 最優秀賞
五大陸国際映画祭 12月度 短編部門 特別作曲賞
ミュージックビデオの受賞
ニューヨーク映画賞2021 1月度 ミュージックビデオ部門 名誉賞
シネヴィル・コルカタ世界映画祭2021 1月度 ミュージックビデオ部門 批評家賞
セブンスアート・インディペンデント国際映画祭2021 1月度 最優秀ミュージックビデオ賞
ラージュドール国際アートハウス映画祭2021 1月度 最優秀ミュージックビデオ賞
ウルヴァッティ国際映画祭2021 1月度 ミュージックビデオ部門 審査員特別賞
フローレンス映画賞2021 1月度 ミュージックビデオ部門 名誉賞
ミラノ・ゴールド映画賞2021 1月度 ミュージックビデオ部門 銀賞
トロント・インディペンデント映画祭2021 1月度 最優秀ミュージックビデオ賞
ローマ国際映画賞2021 1月度 最優秀ミュージックビデオ賞
フェニックス短編映画祭2021 1月度 最優秀ミュージックビデオ賞
イマジン・レイン・インディペンデント映画賞2021 1月度 ミュージックビデオ部門 審査員特別賞
ゴールデン・スパロー国際映画祭2021 1月度 ミュージックビデオ部門 観客賞
トリップヴィル国際映画祭2021 2月度 最優秀短編賞
トリップヴィル国際映画祭2021 2月度 最優秀ミュージックビデオ賞
サウス映画芸術祭 2月度 短編部門 アートディレクション名誉賞
サウス映画芸術祭 2月度 短編部門 VFX名誉賞
サウス映画芸術祭 2月度 ミュージックビデオ部門 観客賞
五大陸国際映画祭 12月度 短編部門 特別撮影賞
五大陸国際映画祭 12月度 最優秀アートディレクション賞
五大陸国際映画祭 12月度 最優秀プロダクション賞
五大陸国際映画祭 12月度 最優秀VFX賞
- キャンペーン・ソング：『女の悟り』

作詞・作曲 - 大川隆法
編曲 - 大川咲也加、水澤有一
歌唱 - 大川咲也加
受賞 - 8カ国27冠
楽曲の受賞
インディーX映画祭 11月度 名誉オリジナルソング賞
ベスト・イスタンブール映画祭2020 12月度 最優秀オリジナル楽曲賞
五大陸国際映画祭 12月度 短編部門 特別作曲賞
ミュージックビデオクリップ・マンスリー映画賞 2月度 最優秀ボーカリスト賞
ベガス映画賞 3月度 サウンドデザイン部門 最優秀賞
ミュージックビデオ
ヴェスヴィアス国際マンスリー映画祭 12月度 ミュージックビデオ部門 特別賞
シネヴィル・コルカタ世界映画祭 12月度 最優秀ミュージックビデオ賞
ワールド・ディストリビューション・アワード 12月度 最優秀ミュージックビデオ賞
ラージュドール国際アートハウス映画祭 11月度 ミュージックビデオ部門 特別功績賞
ニューヨーク映画賞 12月度 ミュージックビデオ部門 名誉賞
ミラノ・ゴールド映画賞（旧：ベニス映画賞） 12月度 ミュージックビデオ部門 名誉賞
ストックホルムシティ映画祭 12月度 最優秀ミュージックビデオ賞
ウルヴァッティ国際映画祭 12月度 ミュージックビデオ部門 審査員特別賞
東ヨーロッパ国際映画賞 12月度 ミュージックビデオ部門 銀賞
トロント国際女性映画祭 2月度 最優秀ミュージックビデオ賞
グローブ・ローミング世界映画祭 2月度 最優秀ミュージックビデオ賞
タゴール国際映画祭 2月度 ミュージックビデオ部門 特別功績賞
クイーン・アヒリヤ世界映画祭 2月度 最優秀ミュージックビデオ賞
トップ・ショート映画祭 2月度 最優秀ミュージックビデオ賞
サウス映画芸術祭 2月度 短編部門 アートディレクション名誉賞
サウス映画芸術祭 2月度 VFX名誉賞
サウス映画芸術祭 2月度 ミュージックビデオ部門 観客賞
五大陸国際映画祭 12月度 短編部門 特別撮影賞
五大陸国際映画祭 12月度 短編部門 最優秀アートディレクション賞
五大陸国際映画祭 12月度 短編部門 最優秀プロダクション賞
五大陸国際映画祭 12月度 短編部門 最優秀VFX賞
- イメージソング『Selfish Love』

作詞・作曲 - 大川隆法
編曲 - 大川咲也加、古賀晃人
歌唱 - 長谷川奈央
- イメージソング『法力』

作詞・作曲 - 大川隆法
編曲 - 大川咲也加、水澤有一
歌唱 - 市原綾真
受賞 - 3カ国6冠
ローマ国際映画賞 3月度 最優秀作曲賞
オニロス映画賞 3月度 名誉楽曲賞
ニューヨーク国際映画賞 3月度 名誉楽曲賞
イマジン・レイン・インディペンデント映画賞 3月度 最優秀作曲賞
フローレンス映画賞 3月度 オリジナルソング部門名誉賞
サウス映画芸術祭 短編名誉楽曲賞
- 挿入歌『若さの哀しみ』

作詞・作曲 - 大川隆法
編曲 - 大川咲也加、原田汰知
歌唱 - 恍多
- 挿入歌『偽りの成功』

作詞・作曲 - 大川隆法
編曲 - 大川咲也加、古賀晃人
歌唱 - 篠原紗英
- 挿入歌『故郷（ふるさと）』

作詞・作曲 - 大川隆法
編曲 - 大川咲也加、原田汰知
歌唱 - TOKMA

## 音楽ソフト
- CD『美しき誘惑』

映画『美しき誘惑―現代の「画皮」―』主題歌
レーベル：ARI MUSIC、発刊元 アリ・プロダクション
収録曲：01.「美しき誘惑」7:37、02.「美しき誘惑」(Instrumental) 7:37
型番：C 514
発売日：2020年12月8日
EAN 4582316051748、JAN 4582316051748、ASIN B08N4JQSJ8
- CD+DVDセット『女の悟り』

映画『美しき誘惑―現代の「画皮」―』キャンペーン・ソング
レーベル：発刊元 幸福の科学出版
収録曲：【CD】
01.「女の悟り」5:33、02.「女の悟り」(Instrumental)5:33、Total Time 11分6秒
【DVD】
「女の悟り」(Music Video)、Total Time　約6分
型番：W 97
発売日：2021年1月10日
EAN 4582316051762、JAN 4582316051762、ASIN B08QDGNP7M
- CD『Selfish Love ／ 法力』

映画『美しき誘惑―現代の「画皮」―』イメージソング
レーベル：ニュースター・プロダクション
収録曲：1.「Selfish Love」5:09、2.「法力」5:03、3.「Selfish Love」(Instrumental) 5:09、4.「法力」(Instrumental) 5:03
型番： C 519
発売日：2021年3月2日
EAN 4582316051816、JAN 4582316051816、ASIN B08T77394R
- CD 2枚組 映画『美しき誘惑―現代の「画皮」―』オリジナル・サウンドトラック

レーベル：発刊元 幸福の科学出版
収録曲：〔Disc1〕
1.「美しき誘惑」―主題歌　(歌:竹内久顕)
2. 女教祖のテーマ曲「女の悟り」―キャンペーン・ソング　(歌:大川咲也加)
3.「Selfish Love」―イメージソング(1)　(歌:長谷川奈央)
4.「法力」―イメージソング(2)　(歌:市原綾真)
5.「若さの哀しみ」―挿入歌　(歌:恍多)
6.「偽りの成功」―挿入歌　(歌:篠原紗英)
7.「故郷」―挿入歌　(歌:TOKMA)
〔Disc2〕映画本編で流れるBGM(32曲)を収録
型番： C 531
発売日：2021年4月7日
EAN 4582316051892、JAN 4582316051892、ASIN B08Z8S2RMC

## 映像ソフト
- Blu-ray 映画『美しき誘惑-現代の「画皮」-』

収録内容：
1. 本編 120分、日本語字幕・英語字幕・英語吹替付、音声ガイド対応
2. 予告編映像　90秒、TVスポット15秒、海外版97秒
3. キャンペーン・ソング「女の悟り」ミュージックビデオ short ver. 2分29秒
4. ヒューストン国際映画祭受賞速報 4分31秒
5. メイキング映像 3分36秒
音声：日本語、英語吹替、日本語 音声ガイド対応
字幕：Non、日本語聴覚、英語
発刊元：幸福の科学出版
型番： K 2003
発売日：2022年1月12日
EAN 4582316052639、JAN 4582316052639、ASIN B09MYW1CRJ
ISBN 978-4-8233-0323-4
- DVD 映画『美しき誘惑-現代の「画皮」-』

収録内容：上記 Blu-ray と同じ。
音声：日本語、英語吹替、日本語 音声ガイド対応
字幕：Non、日本語聴覚、英語
発刊元：幸福の科学出版
型番： K 2002
発売日：2022年1月12日
EAN 4582316052622、JAN 4582316052622、ASIN B09MYSQCML
ISBN 978-4-8233-0322-7
- 映像配信、各種動画配信サイトにて配信あり。

ASIN B09Q2FM8S8 - Amazon Prime